# Luis Mottura
Luis Mottura, alla nascita Luigi (Torino, 22 settembre 1901 – Buenos Aires, 11 aprile 1972), è stato un attore e regista italiano naturalizzato argentino.

## Biografia
Figlio di attori dialettali piemontesi, arrivò a Buenos Aires nel 1930 come attore protagonista nel cast della compagnia di Ruggero Ruggeri; dopo aver partecipato a qualche film nel cinema italiano e aver prodotto nel 1938 con Eugenio Fontana il film Pietro Micca di Aldo Vergano, dal 1939 si stabilì in Argentina e iniziò l'attività di regista teatrale dirigendo gli artisti più affermati in un vasto repertorio contemporaneo: Liolà con la Compañía Argentina de Comedias del Odeon; Mecha Ortiz in Compañeros de colegio e Romance; Catalina Bárcena in Cero en amor; Esteban Serrador in Sexto piso; Pepe Arias in Rodríguez Supernumerario, Bourrechón e Un golpe de viento. Fu scopritore di giovani attori tra cui Enrique Fava, Susana Mara, Fernando Siro, Juan Carlos Galván, Juan Carlos Palma, Juan José Edelman e Carlos Carella.
Si occupò della messa in scena degli spettacoli rappresentati in Argentina dalla compagnia italiana Le maschere, diresse la compagnia italiana Dramma e Commedia nel Teatro Astral nel 1953, la Compagnia Mecha Ortiz-Santiago Gómez Cou nel 1957, la Compagnia di Arturo García Buhr nel 1958 e la compagnia di Ángel Magaña nel 1959. Tra il 1956 e il 1958 mette in scena spettacoli di grande rilievo come Horas desesperadas e Proceso a Jesús; La mentirosa, con commento musicale di Donato Tramontano e scene di Mario Vanarelli; Vigilia de armas, Ardele e Réquiem para una mujer.
Le sue tre opere più importanti, oltre a Proceso a Jesús, sono Filumena Marturano, Chi ha paura di Virginia Woolf? e Rinoceronte al Teatro General San Martín nel 1963. Nello stesso anno diresse a Chubut la compagnia María Rosa Gallo-Enrique Fava con opere di autori latinoamericani. Insieme all'autrice e traduttrice María Luz Regás costituì un centro scenico importante nel Teatro Regina di Buenos Aires. Nel 1958 fu tra i fondatori del Directores Argentinos Cinematográficos.
Al cinema diresse diversi film tra il 1943 e il 1956, soprattutto con Mecha Ortiz, tra i quali si segnalano La dama del collar, Bendita seas e Filomena Marturano, nel 1950. Lavorò anche come regista televisivo. Nel 1920, in Italia, prima di emigrare in Argentina, Mottura ebbe una figlia dall'attrice italiana Paola Pezzaglia.

## Filmografia

### Regista
- Punto negro (1943)
- Rigoberto (1945)
- Un beso en la nuca (1946)
- Treinta segundos de amor (1947)
- Vacaciones (1947)
- La dama del collar (1947)
- Filomena Marturano (1950)
- Una noche cualquiera (1951)
- Mi hermano Esopo (Historia de un Mateo) (1952)
- El mal amor (1955)
- Bendita seas (1956)
- El mar profundo y azul (1956) – TV
- Un tranvía llamado Deseo (1956) – TV
- La esposa constante (1959) – serie TV

### Attore
- Ginevra degli Almieri, regia di Guido Brignone (1935)
- L'albero di Adamo, regia di Mario Bonnard (1936)
- 30 secondi d'amore, regia di Mario Bonnard (1936)
- Amicizia, regia di Oreste Biancoli (1938)
- La dama bianca, regia di Mario Mattoli (1938)
- Lotte nell'ombra, regia di Domenico M. Gambino (1939)
- Ai vostri ordini, signora..., regia di Mario Mattoli (1939)
- La murga, regia di René Mugica (1963)
- Los evadidos, regia di Enrique Carreras (1964)